# Kobyly (Słowacja)
Kobyly – wieś (obec) na Słowacji położona w kraju preszowskim, w powiecie Bardejów.

## Położenie
Wieś leży w szerokiej dolinie niewielkiego potoku o nazwie Brôdok, płynącego w kierunku południowym i poprzez potok Hrabovec uchodzącego do Sekčova, przy drodze z Bardejowa do Preszowa, w odległości ok. 9 km od tego pierwszego miasta.

## Historia
Pierwsze wzmianki o miejscowości pochodzą z dokumentu wystawionego przez Władysława IV Kumańczyka w roku 1277.  Występowała kolejno pod nazwami Kobula (1277), Kabalafolva (1320), Kabalafalva (1366), Lovrfalua (1427), Koboldorph (1449), Kobula (1773), Kobyle (1862), Kobulie (1920), Kobyly (1927); węg. Lófalu.
Na początku XIV w. należała do włości potężnego rodu Abów. Po tym, jak Abowie popadli w niełaskę u Karola Roberta, w roku 1319 król odebrał tę wieś synom Amadeja Aby (Janowi, Władysławowi i Amadejowi mł.) i darował ją Mikołajowi Perényi'emu za usługi wyświadczone w sporze z Mateuszem, żupanem trenczyńskim i Stefanem Uroszem, królem serbskim. W roku 1427 liczyła 42 porty. W latach 40. XV w., gdy na Węgrzech trwały walki o koronę dla Władysława Pogrobowca, wieś zajmowały husyckie oddziały Jana Jiskry. W tym czasie, w roku 1443, jest wymieniona jako Loffawla aliter Kobyldorff.
Na początku XVI w. wieś, wraz z szeregiem innych w okolicy, wchodziła w skład klucza dóbr Bartošovce, który należał do Jana Zápolyi. Ten, już jako król Węgier, przed 1533 r. darował te dobra Hieronimowi Łaskiemu. Jednocześnie w 1527 r. wojujący z Zápolyą konkurent, król Ferdynand I Habsburg, nadał cały klucz Bernardowi Baranowi z Bardejowa, dworzaninowi Ludwika II Jagiellończyka i jego siostry Anny, żony Ferdynanda. Po śmierci Zápolyi dobra podzielono, a Kobyly zatrzymali Piotr i Marcin Baranowie. W 1547 r. Marcin Baran sprzedał wieś miastu Bardejowowi, co zatwierdził król Ferdynand, a później także cesarz Maksymilian II w roku 1571 oraz sejm w Bratysławie w roku 1578.
W roku 1767 wieś miała 62 domy i 498 mieszkańców, w roku 1828 miała 80 domów i 604 mieszkańców. Zgodnie z tradycją utrwaloną w nazwie, zajmowali się oni m.in. hodowlą i handlem końmi. Podczas pożaru wsi w 1938 r. spłonęło 40 gospodarstw.
Według spisu ludności z dnia 21 maja 2011, wieś zamieszkiwało 858 osób.